# Old Customhouse
La Old Customhouse è una struttura in mattoni, in stile coloniale spagnolo, costruita intorno al 1827 dal governo messicano nel Pueblo de Monterey, in Alta California, nell'attuale contea di Monterey nello stato americano della California. L'ex edificio della dogana (Aduana in spagnolo) è il primo punto di riferimento storico della California designato dallo stato, che segna il sito in cui il commodoro americano John Drake Sloat issò la bandiera americana e dichiarò la California parte degli Stati Uniti nel 1846.

## Storia

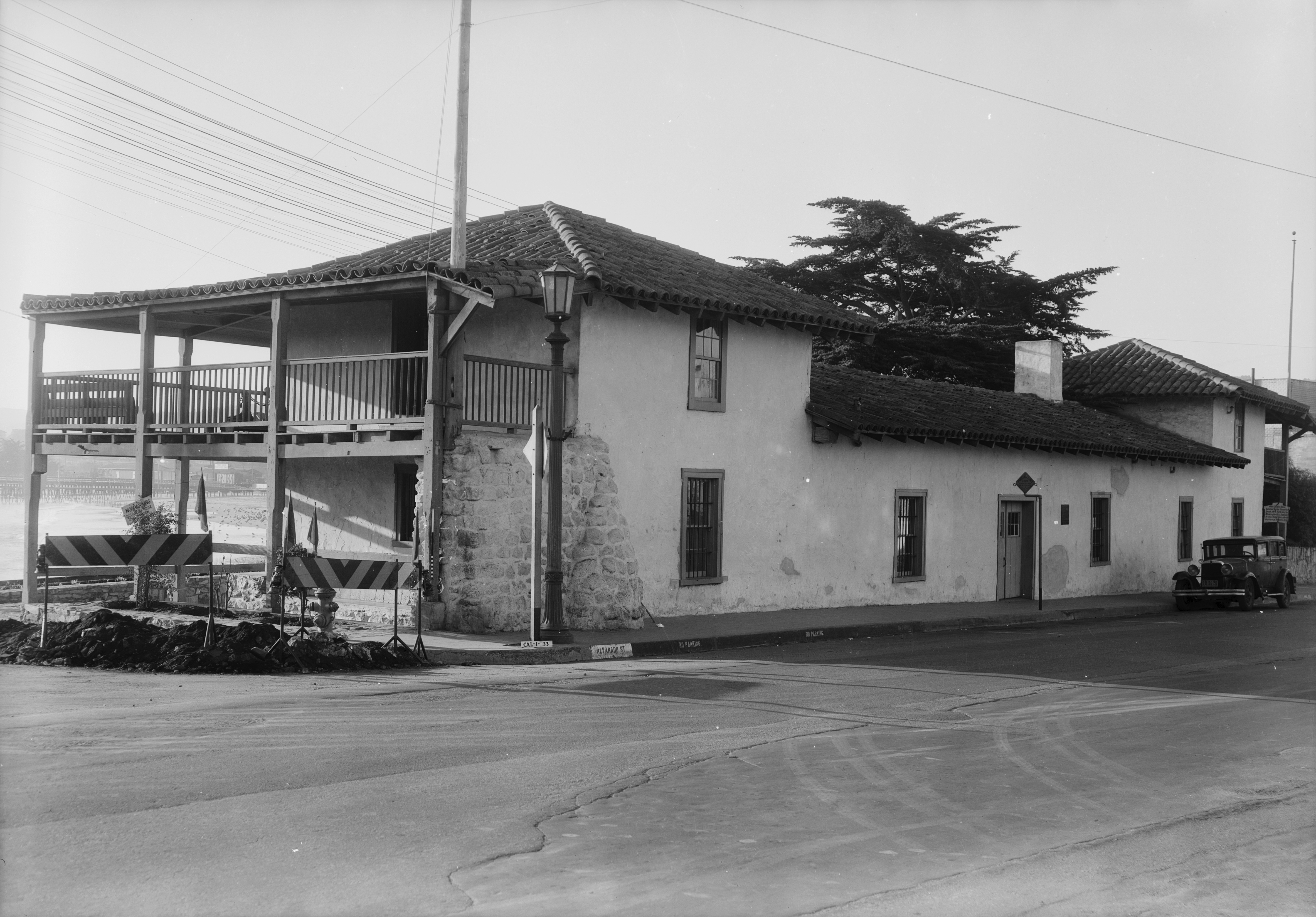
La Old Custom House a Monterey, California nel 1936

Nel 1821 la Nuova Spagna (Messico) ottenne l'indipendenza dalla Spagna, a seguito della Guerra d'indipendenza del Messico, e per quasi 25 anni Monterey fu nel Territorio Messicano dell'Alta California. Sotto il governo messicano le restrizioni commerciali furono revocate e i porti costieri furono aperti al commercio estero. Ciò attirò il commercio da parte di commercianti britannici, americani e sudamericani.

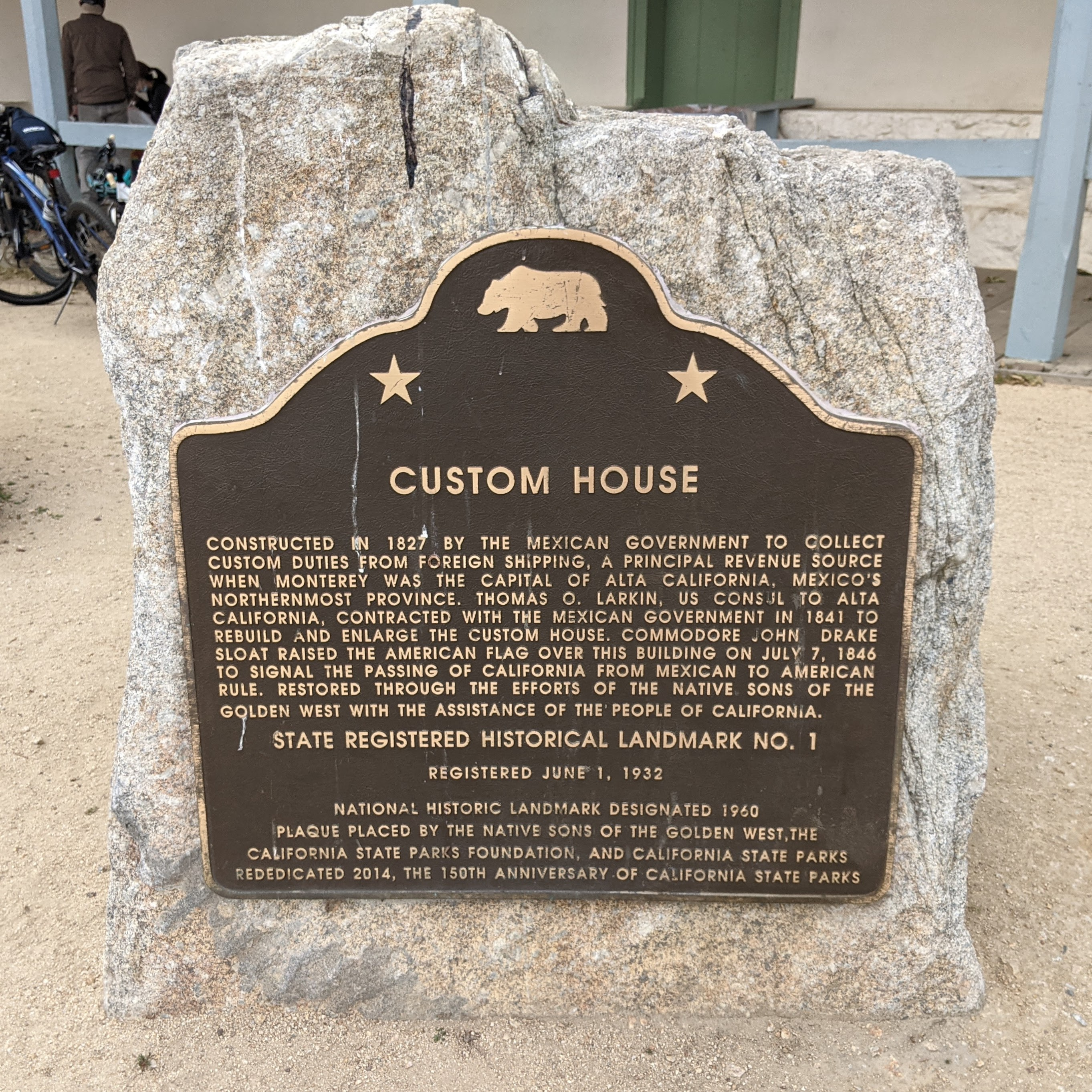
Foto di una targa montata su roccia. La targa recita: "Custom House costruita nel 1827 dal governo messicano per riscuotere i dazi doganali delle spedizioni straniere, una delle principali fonti di reddito quando Monterey era la capitale dell'Alta California, la provincia più settentrionale del Messico. Thomas O. Larkin, console degli Stati Uniti in Alta California, stipulò un contratto con il governo messicano, nel 1841, per ricostruire e ampliare la Custom House. Il commodoro John Drake Sloat issò la bandiera americana su questo edificio il 7 luglio 1846 per segnalare il passaggio della California dal governo messicano a quello statunitense. Restaurato grazie agli sforzi dei Native Sons of the Golden West con l'assistenza del popolo della California". State Registered Historical Landmark No. 1 Registrato il 1 giugno 1932. National Historic Landmark designato 1960. Targa collocata dai Native Sons of the Golden West, dalla California State Parks Foundation e dai California State Parks riconsacrati nel 2014. 150º anniversario dei California State Parks.

Per riscuotere i dazi doganali nel porto di Monterey Bay, il governo messicano costruì la Customhouse, rendendola il più antico edificio governativo dell'attuale California. Il 7 luglio 1846, durante la guerra messico-statunitense, il commodoro John Drake Sloat issò la bandiera americana, dichiarando la California parte degli Stati Uniti.

## Punto di riferimento
La custom house di Monterey costituiva un punto di riferimento e i Native Sons of the Golden West decisero di non farla scomparire per quanto fosse stato in loro potere impedirne la distruzione. La proprietà apparteneva al governo degli Stati Uniti, ma i Native Sons ottennero un affitto degli edifici e dei terreni e li restaurarono nei primi anni del 1900.  Il contratto di locazione venne poi trasferito a una Commissione statale nominata in base a un atto legislativo approvato nel 1901, atto che prevedeva anche uno stanziamento per ulteriori restauri dell'edificio.
La Customhouse è diventata il primo punto di riferimento storico della California il 1 giugno 1932, ed è stata designata come monumento storico nazionale nel 1960. Fa parte del più grande Monterey State Historic Park, esso stesso un distretto storico nazionale insieme alla vicina Larkin House.